# Dollern

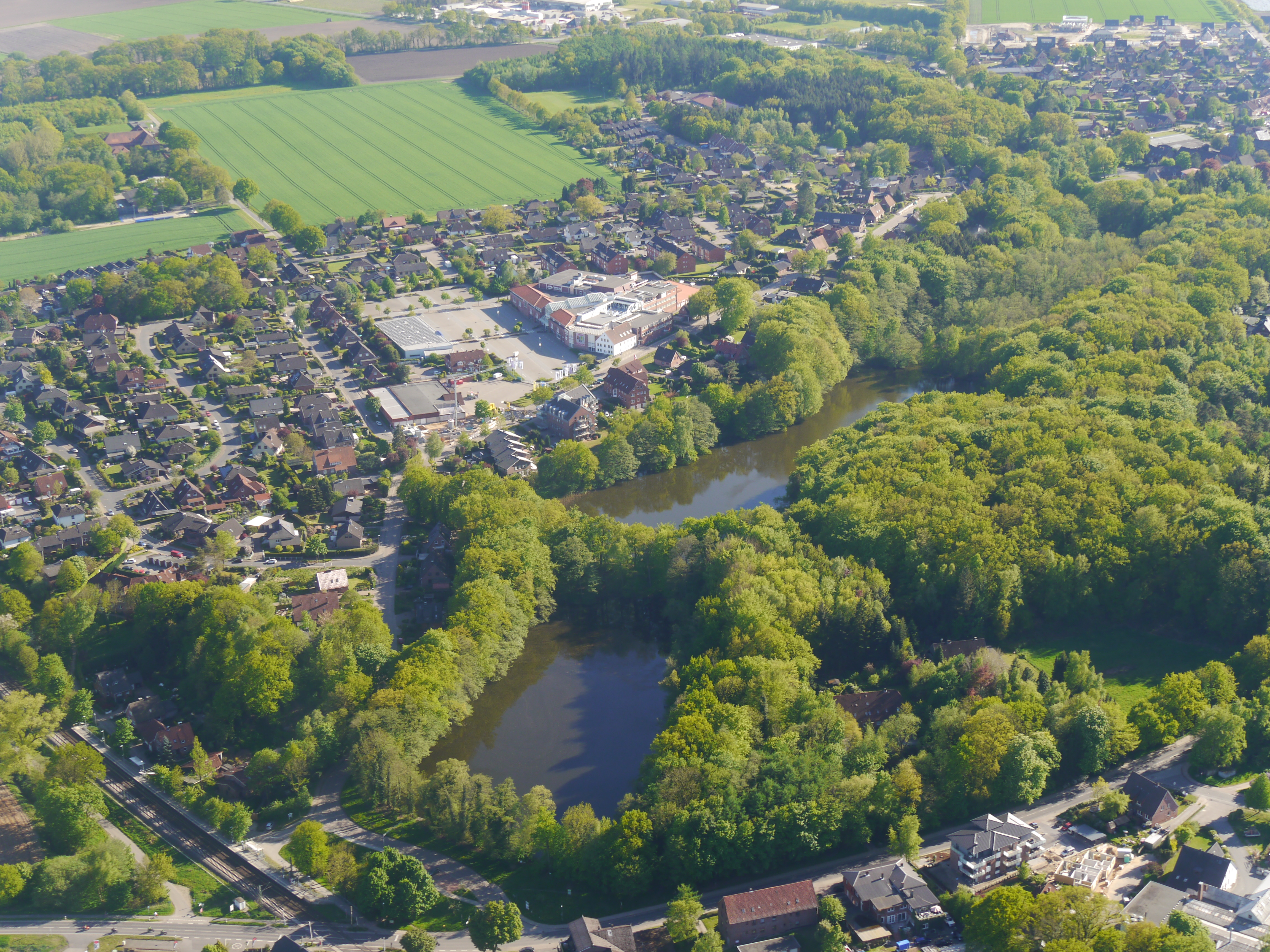
Luftbild von Dollern

Dollern ist eine Gemeinde im Landkreis Stade in Niedersachsen. Sie ist Mitgliedsgemeinde der Samtgemeinde Horneburg, wo auch die Verwaltungsaufgaben der Gemeinde Dollern wahrgenommen werden.

## Geografische Lage
Dollern liegt auf dem westlichen Geestrücken des Urstromtals der Elbe, etwa 28 Kilometer von der Stadtgrenze zu Hamburg entfernt, zwischen Stade (12 Kilometer) und Buxtehude (14 Kilometer).

## Geschichte
Erste Spuren menschlicher Anwesenheit lassen sich im Ortsgebiet aus der Zeit vor etwa 55.000 Jahren nachweisen. Hinterlassenschaften dieser eiszeitlichen und nacheiszeitlichen Jäger und Sammler wurden vor allem im Bereich der heutigen Straßen Immengrund und Pleisshorn gefunden. 
Die älteste schriftliche Überlieferung ist eine in der Mitte des 12. Jahrhunderts gefälschte Urkunde, datiert auf den 11. November 1105. Diese Urkunde behandelt die materielle Ausstattung des neu gegründeten Klosters Katlenburg.
Die Liste der Steuerpflichtigen von 1524 nennt erstmals Namen von Einwohnern.
Am 8. April 1793 zerstörte ein Brand das Dorf bis auf zwei oder drei Gebäude. In den Hannoverischen Anzeigen hieß es, dass der Ort binnen einer Stunde abgebrannt sei, dass zwei Tote zu beklagen gewesen seien und dass sich viele in ärztlicher Behandlung befunden hätten. Später verlautete in der Zeitung, dass insgesamt 39 Häuser abgebrannt seien. Auch Bargstedt, im selben Amt befindlich, sei von einer Feuersbrunst betroffen gewesen. Dort seien 32 Gebäude am 10. April 1793 abgebrannt und man habe den Tod einer Frau beklagen müssen.
Mit dem Wiederaufbau wurde noch im selben Jahr begonnen. Die Torbalkeninschriften einiger der Häuser im Stil des niederdeutschen Hallenhauses erinnern an diese Katastrophe und stehen noch heute im alten Dorfkern.
2004 wurde eine bebilderte Dorfchronik zur Geschichte des Ortes herausgegeben. 2005 wurde in Dollern das Jubiläum zum 900-jährigen Bestehen des Ortes gefeiert, wobei die Erwähnung in der, wenn auch gefälschten, Urkunde von 1105 zugrunde gelegt wurde.

### Einwohnerentwicklung
- 1740: 0112
- 1914: 0320
- 1946: 0730 (davon 350 Alteingesessene und 380 Flüchtlinge und Heimatvertriebene)
- 1970: 0900
- 2003: 1756
- 2005: 1740
- 2015: 2034
- 2017: 2100

### Herkunft des Ortsnamens
Alte Bezeichnungen des Ortes sind 1105 Dolnere, 1141 Dalrin, 1141 Dalrim, Dalrin, Dalrinn, 1162 Dolrim, 1162 Dalrim, 1209 Dolnern und um 1230 Dolnere.
Die Überlieferung für den Ortsnamen ist uneinheitlich. Daher ist die Grundform nur schwer zu ermitteln.

## Politik

### Rat
Der Rat der Gemeinde Dollern setzt sich aus 13 Ratsfrauen und Ratsherren zusammen. Dies ist die festgelegte Anzahl für eine Mitgliedsgemeinde einer Samtgemeinde mit einer Einwohnerzahl zwischen 2.001 und 3.000 Einwohnern. Die Ratsmitglieder werden durch eine Kommunalwahl für jeweils fünf Jahre gewählt. Die aktuelle Legislaturperiode begann am 1. November 2021 und endet am 31. Oktober 2026.
Die vergangenen Ratswahlen ergaben folgende Sitzverteilungen:
| Wahljahr | CDU | SPD | DWG | Grüne | FDP | Gesamt   |
| 2021     | 5   | 4   | 2   | 2     | 1   | 13 Sitze |
| 2016     | 4   | 6   | 2   | -     | 1   | 13 Sitze |
| 2011     | 3   | 6   | 2   | -     | -   | 11 Sitze |
| 2006     | 3   | 6   | 2   | -     | -   | 11 Sitze |

### Bürgermeister
Seit der Kommunalwahl 2006 ist Wilfried Ehlers (SPD) Bürgermeister. Er übernahm das Amt schon in der vorherigen Wahlperiode nach dem Tod des amtierenden Bürgermeisters Peter Vollmers (SPD). Die nachfolgende Liste gibt einen Überblick über die bisherigen Bürgermeister der Gemeinde Dollern seit 1919.
| von  | bis  | Bürgermeister          |
| ---- | ---- | ---------------------- |
| 1919 | 1924 | Johann Hinrich Tamcke  |
| 1924 | 1946 | Johann Ehlers          |
| 1946 | 1948 | Diedrich Wilkens       |
| 1948 | 1948 | Hinrich Hitzwebel      |
| 1948 | 1949 | Heinz Christoph Tamcke |
| 1949 | 1964 | Hinrich Stechmann      |
| 1964 | 1977 | Arthur Bardenhagen     |
| 1977 | 1984 | Heinz Christoph Tamcke |
| 1984 | 1991 | Heiko Schulze          |
| 1991 | 2003 | Peter Vollmers         |
| 2003 |      | Wilfried Ehlers        |

### Wappen
Blasonierung: „Das Wappen der Gemeinde zeigt auf blauem Schild ein silbernes Wassermühlenrad mit Schaufeln, darunter ein silberner Wasserlauf.“

## Religion

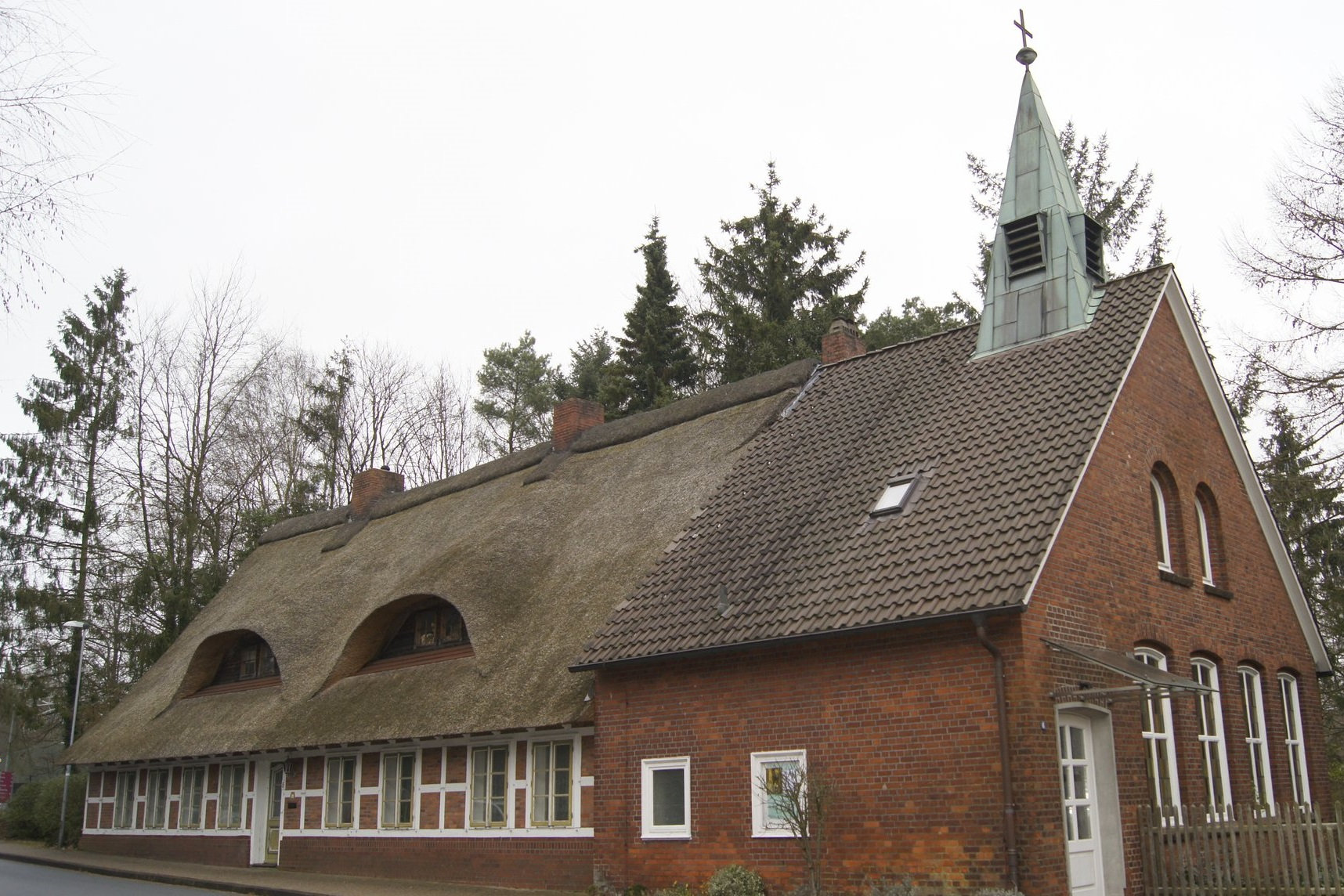
Das ehemalige Schulgebäude, das nach einem Umbau 1961 zur Kirche wurde

Bis 1903 gehörte Dollern dem Kirchenspiel von Bargstedt an. Bargstedt konnte zu dem Zeitpunkt im Gegensatz zu Bliedersdorf und Harseseld, die aufgrund der Aue versperrt waren, problemlos über den Geestrücken erreicht werden. Zwischen 1780 und 1820 nahmen die Personenstandseinträge für Dollern im Bargstedter Kirchenbuch ab und es wurde ab dem Zeitpunkt vermehrt die nahe gelegenere Horneburger Kirche besucht. Im Jahr 1955 erwarb die Kirchengemeinde das alte Schulhaus in der Dorfstraße, um es zu einem Gotteshaus umzubauen.
Dabei wurde dem Gebäude ein kupfergedeckter Dachreiter mit Glocke mit der Inschrift „Brüder seid nüchtern und wachet.“ (1. Petrus, 5, 8) hinzugefügt. 1961 wurde die Kapelle in Anwesenheit des Landessuperintendenten übergeben. 1998 erlangte die Kirchengemeinde Dollern die formale Unabhängigkeit der Mutterkirche in Horneburg und wurde Kapellengemeinde mit eigenem Kapellenvorstand.

## Wirtschaft und Infrastruktur
Dollern ist Teil der Metropolregion Hamburg. Im Ort gibt es zwei Kindergärten und eine zweizügige Grundschule. Einrichtungen der Grundversorgung sind vorhanden sowie ein Anschluss an die Bahnlinie und die Autobahn A 26. Daneben ist ein größeres Möbel-, Einrichtungs- und Bekleidungshaus von wirtschaftlicher Bedeutung für die Gemeinde.

### Grundzentrum Dollern
Die Gemeinde Dollern strebt an, als Grundzentrum vom Landkreis Stade in das Regionale Raumordnungsprogramm (RROP) aufgenommen zu werden. Bisher darf die Gemeinde mit seinen 2000 Einwohnern lediglich eine „Nahversorgungsfunktion im fußläufigen Bereich“ erfüllen, was für die Umsetzung von Geschäftserweiterungen nicht von Vorteil ist. Laut der Samtgemeinde Horneburg wurde bei letztmaliger Antragstellung für das RROP argumentiert, die Gemeinde Dollern als Grundzentrum anzuerkennen, da sie eine Vielfalt an zentralen Einrichtungen des Grundbedarfs aufweist, die zur Grundversorgung der Einwohner aus dem Umland dient und die geforderten Kriterien erfüllt.

### Sondergebiet Mohr

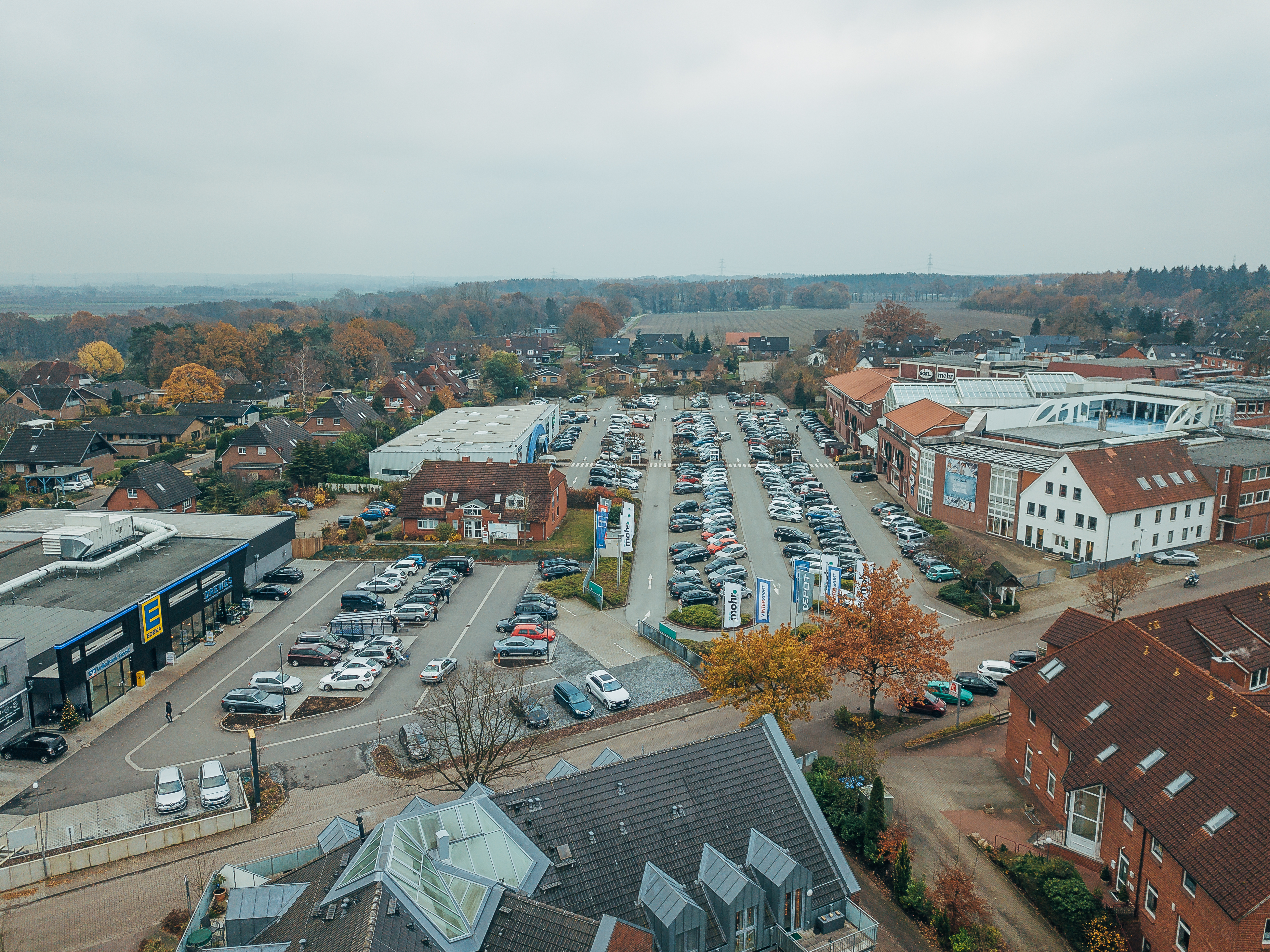
Das Sondergebiet Mohr

Neben den Gewerbegebieten am Veerenkamp, am Bahnhof, der Altländer Straße/Hauptstraße, der Bundesstraße/Rüstjer Weg ist das Sondergebiet Mohr wirtschaftlich und überregional von Bedeutung. Das Sondergebiet hat eine kleine Fläche und ist bedeutsam für die Lebensmittelversorgung in der Gemeinde Dollern, der Samtgemeinde Horneburg und im Landkreis Stade. Das Einzugsgebiet erstreckt sich weit über die Gemeindegrenze hinaus.
Das Sondergebiet ist nach dem Modehaus Mohr benannt, das hier seinen Sitz hat und die größte Fläche einnimmt. Im Jahr 2019 hat sich das Unternehmen auf 19.000 m² Verkaufsfläche erweitert und ist der größte Arbeitgeber in Dollern. Das Unternehmen wurde 1948 von Bodo Mohr und seiner Frau Gesine Mohr gegründet. Als anfängliches Laden- und Reisegeschäft entwickelte sich das Unternehmen über das Versandgeschäft in den 1950er Jahren mit bis zu 350 Mitarbeitern zum größten Arbeitgeber in Dollern. Anfang der 1970er Jahre erfolgte die Umstellung vom Versandhandel auf den Einzelhandel.

### Gewerbegebiet Veerenkamp

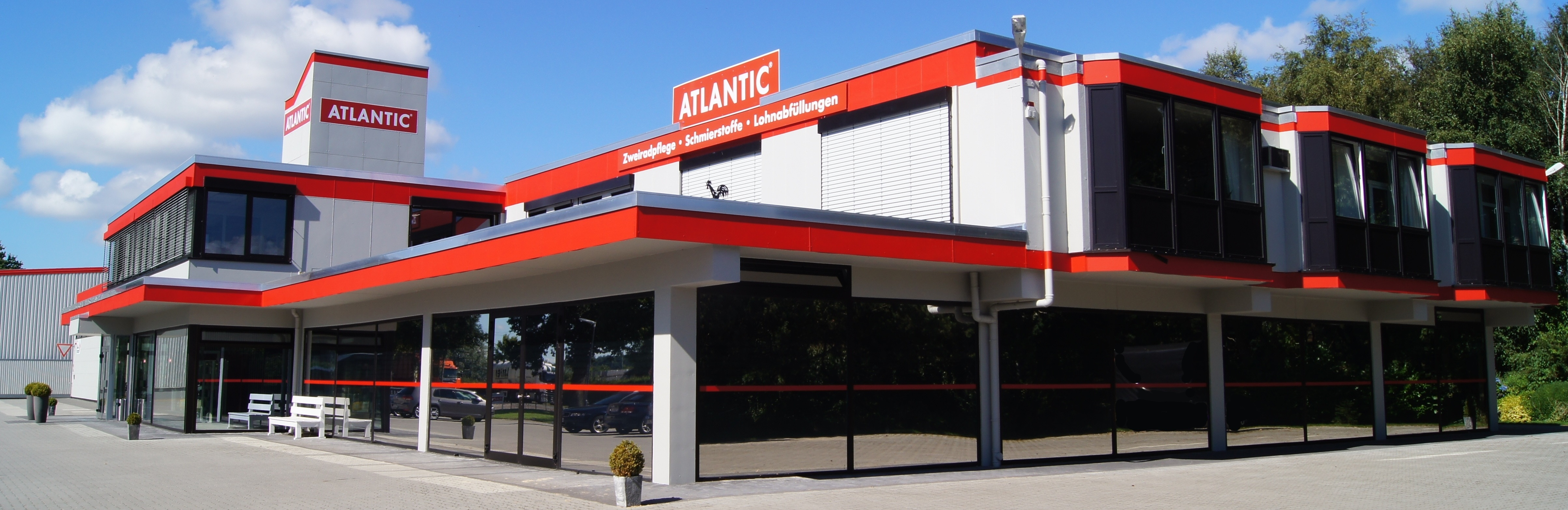
Eines der größten Unternehmen im Gewerbegebiet Veerenkamp

Im Jahr 2014 hatte die Gemeinde bisher landwirtschaftlich genutzte Fläche nach und nach aufgekauft, um das bestehende Gewerbegebiet zu verlängern. Im Gewerbegebiet Veerenkamp sind zwei mittelständische Unternehmen angesiedelt.

### Verkehr

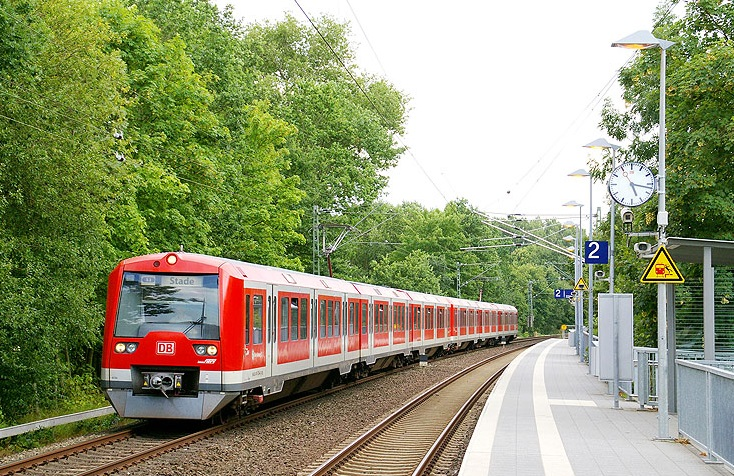
S-Bahn in Dollern

Dollern liegt an der Bundesstraße 73, die zwischen Hamburg und Cuxhaven verläuft und an der Autobahn 26, die einmal Stade mit den Nord-Süd-Autobahnen A7 und A1 Richtung Hamburg verbinden soll. Die Niederelbebahn von Cuxhaven nach Hamburg führt durch den Ort, wobei Dollern ein Haltepunkt ist. Im Jahr 1881 wurde die Bahnlinie eingleisig in Betrieb genommen und die Gemeinde verfügte lange über einen wichtigen Güterverladebahnhof. Die Strecke wurde in den 1960er Jahren elektrifiziert und seit Dezember 2007 ist Dollern Haltestelle der S-Bahn Hamburg. Die Linie verkehrt morgens und abends im Rhythmus von 20 Minuten in beide Richtungen.
| Linie | Verlauf |
| ----- | --- |
| S 5   | Elbgaustraße – Eidelstedt – Stellingen (Arenen) – Langenfelde – Diebsteich – Holstenstraße – Sternschanze – Dammtor – Hauptbahnhof \ Hauptstrecke – Hammerbrook (City Süd) – Elbbrücken – Veddel (BallinStadt) – Wilhelmsburg – Harburg – Harburg Rathaus – Heimfeld (TU Hamburg) – Neuwiedenthal – Neugraben – Fischbek – Neu Wulmstorf – Buxtehude – Neukloster – Horneburg – Dollern – Agathenburg – Stade / in Tagesrandzeiten – Berliner Tor |

Der Radfernweg Hamburg–Cuxhaven und der Nordseeküsten-Radweg durchqueren ebenfalls das Gebiet der Gemeinde.

### Medien
Das Magazin „Meine Samtgemeinde“ der Samtgemeinde Horneburg, das für seine Mitgliedsgemeinden Agathenburg, Bliedersdorf, Dollern, Flecken Horneburg und Nottensdorf veröffentlicht wird, beschäftigt sich mit aktuellen Themen rund um Dollern. Das Magazin, das von einer Werbeagentur entworfen wird, wurde im März 2017 erstmals an alle Haushalte kostenlos ausgegeben. Seit 2019 gibt es jährlich 6 Ausgaben.
Die Redaktion besteht aus verschiedenen Mitgliedern aus den Gemeinden.
Das Stader Tageblatt ist eine Regionalzeitung, die täglich außer sonntags erscheint und die lokale Berichterstattung zu Dollern abdeckt.
Die Kreiszeitung Wochenblatt erscheint mittwochs und samstags kostenlos im Gebiet von Dollern. In der Zeitung werden aktuelle, regionale und lokale Nachrichten, Reportagen, Meinungen und Bilder aus der Region veröffentlicht.

### Bildung

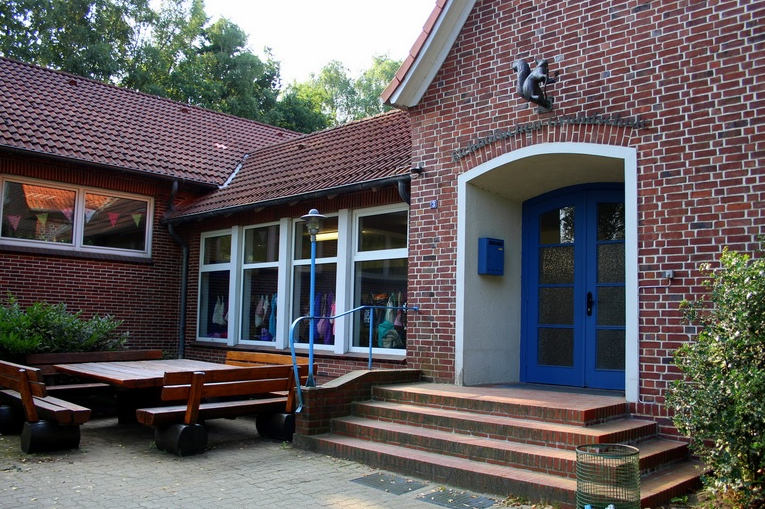
Grundschule in der Gemeinde Dollern

In der Gemeinde befindet sich die zweizügige Eichhörnchen Grundschule Dollern. Im Jahr 1949 wurde ein Plan für den Bau der Grundschule in Dollern im Kreienborn mit zwei Klassenräumen aufgestellt, die dann im Dezember 1949 eingeweiht wurde. Zuvor wurde im heutigen Gebäude der Kirche in der Dorfstraße unterrichtet. Anfang der 1980er Jahre wurden die beiden kleinen Grundschulen im Nachbarort Agathenburg und Dollern zur Grundschule Dollern/Agathenburg zusammengelegt. Die Einschulung erfolgte nur noch in Dollern. Seit dem Schuljahr 2017/2018 findet ein freiwilliger Ganztagsschulbetrieb statt.

### Kindergärten

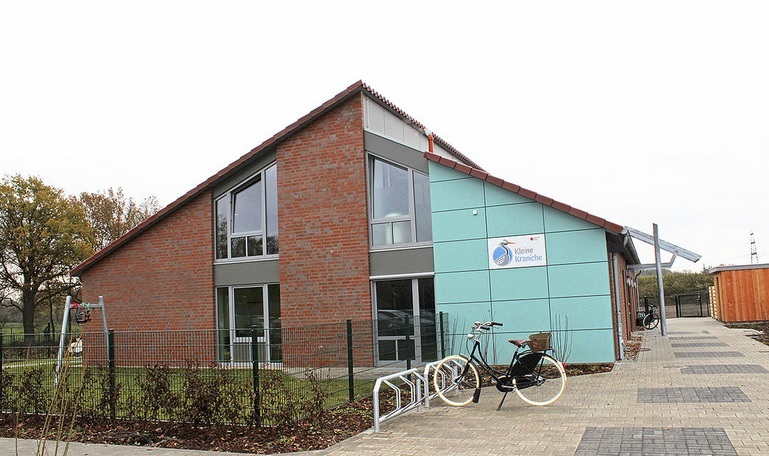
Neuer Kindergarten in der Gemeinde

In Dollern gibt es zwei DRK-Kindergärten. Eine Kindertagesstätte ist nach dem niedersächsischen Bildungs- und Orientierungsplan ausgerichtet. Nachdem ab 1960 in den Neubaugebieten Nedderbrook, Osterberg und Lerchenweg neue Häuser entstanden, wurde in den darauffolgenden Jahren ein Spielkreisgebäude errichtet. Aus diesem Gebäude ging der heutige Kindergarten im Jahr 1993 hervor.
Im Jahr 2018 wurde im Neubaugebiet ein zweiter Kindergarten fertiggestellt.

### Freiwillige Feuerwehr

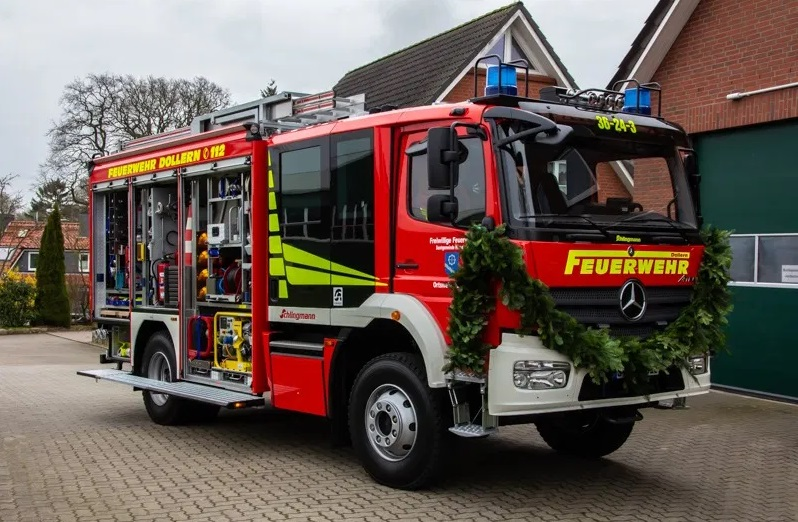
Seit 2019 im Besitz der Feuerwehr Dollern: Das neue und moderne Tanklöschfahrzeug TLF 3000

Am 10. März 1914 wurde die Freiwillige Feuerwehr in Dollern von 30 Männern gegründet. Das Feuerwehrhaus wurde im Jahr 1963 eingeweiht. Die Jugendfeuerwehr wurde 1993 gegründet. Heutige besondere Anforderungen werden im Einsatzfall im Sondergebiet Mohr, der Bundesstraße 73, der Bundesautobahn 26 sowie der Bahnstrecke Hamburg – Cuxhaven an die Feuerwehr Dollern gestellt. Die Ortsfeuerwehr Dollern hat den Status einer Stützpunktfeuerwehr und hat neben den Grundaufgaben einer Feuerwehr (Brandbekämpfung und Hilfeleistung) noch weitere Aufgaben übernommen. So kann bei medizinischen Notfällen, bis zum Eintreffen des Rettungsdienstes, qualifizierte Erste-Hilfe geleistet werden. In der Kreisfeuerwehrbereitschaft ist die Feuerwehr Bestandteil des Einsatzzuges Schaumerzeugung. Es stehen ein leistungsfähiges Löschgruppenfahrzeug LF 8/6, ein Tanklöschfahrzeug TLF 3000 mit hydraulischem Rettungssatz, ein Einsatzleitwagen ELW 1 sowie ein Mannschaftstransportfahrzeug MTF für Einsätze der Feuerwehr Dollern zur Verfügung.

### Energie und Wasser

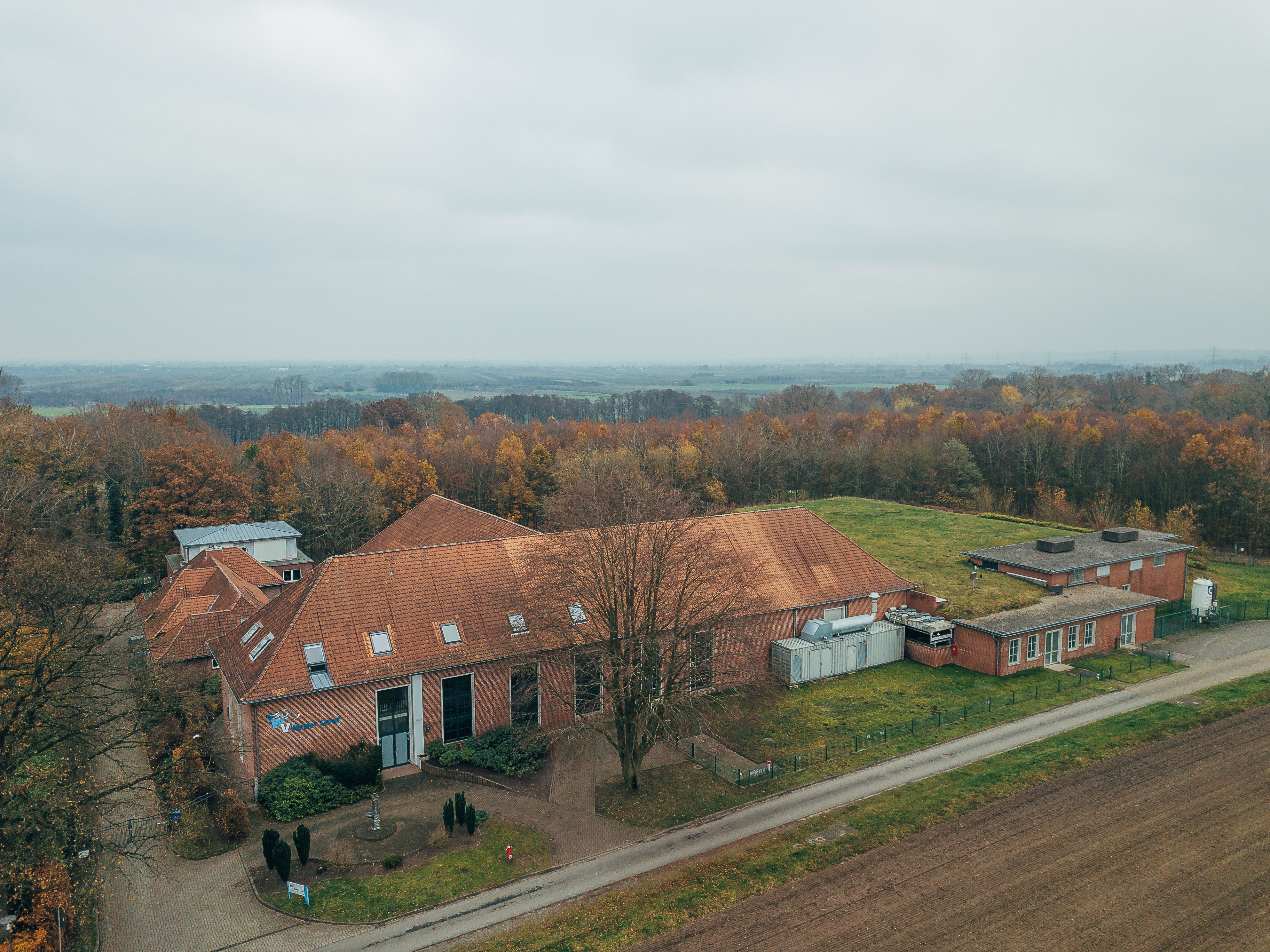
Wasserwerk im Immengrund

Im Westen von Dollern betreibt der Übertragungsnetzbetreiber TenneT TSO eines der größten Umspannwerke Niedersachsens. Eine Leitung verbindet dieses Umspannwerk über die Elbekreuzung 2 mit dem Schaltwerk Wilster in Nortorf.
Bis 1960 gab es in Dollern eine dezentrale Wasserversorgung aus hauseigenen Brunnen mit Handpumpen oder aus Kleinwasserwerken auf den Bauernhöfen oder z. B. für die Siedlung am Postring. Das änderte sich mit dem Bau des Wasserwerks im Jahr 1958. Das Wasserwerk des TWV Stader Land, das daraufhin im Jahr 1960 im Immengrund in Betrieb genommen wurde, verfügt seitdem über eine Förder- und Aufbereitungsleistung in Höhe von 3,65 Mio. m³/Jahr. Für diese Leistung sorgt eine 18-teilige Brunnenreihe, die entlang des Geesthanges zwischen Dollern und Agathenburg angesiedelt ist. Zusätzlich befinden sich fünf weitere Brunnen im Agathenburger Moor.

## Kultur und Sehenswürdigkeiten

### Buschteiche

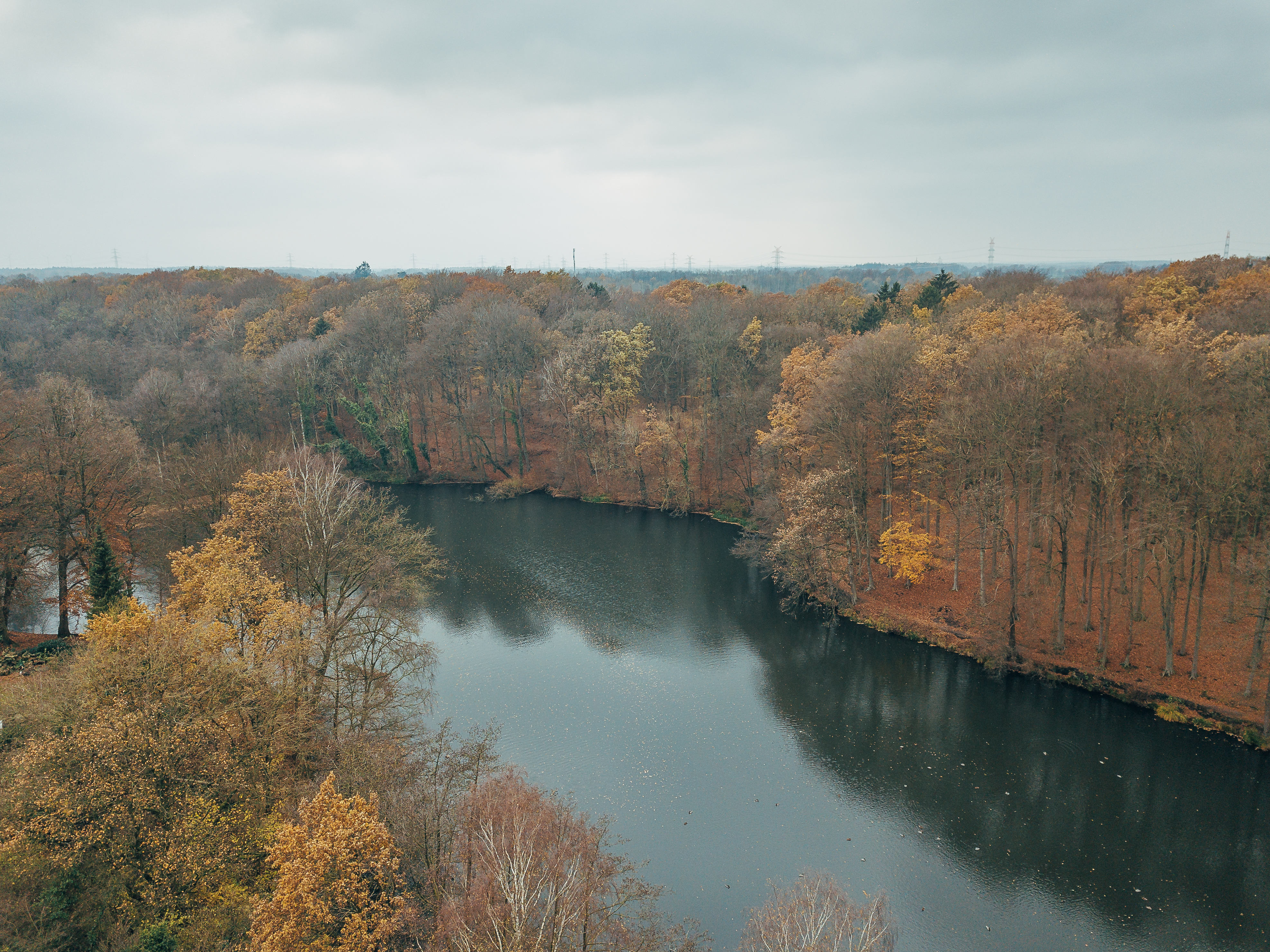
Luftbild von einem der drei Buschteiche

Die Buschteiche sind eine Teichkette aus drei unterschiedlich großen Teichen, die durch Aufstau entstanden sind. Sie liegen in einem kleinen, dicht bewaldeten Tal inmitten der Gemeinde. Die Teiche sind durch ein Wegenetz erreichbar. Das Waldgebiet wird als eines der ältesten und teilweise sogar durchgängig bewaldeten Flächen am Geestrand zwischen Stade und Horneburg beschrieben. Oberhalb der Buschteiche nahm eine Wiese nach der Nutzungsaufgabe eine Entwicklung zu einem besonders geschützten Biotop mit Röhrichten, Flutrasen und nassen Weidegebüschen.

### Bodo-Mohr-Wanderweg
Der Bodo-Mohr-Wanderweg führt durch die Gemeinde Dollern. Der Weg ist nach dem Unternehmer
und Gründer des örtlichen Kaufhauses Mohr benannt. Er führt u. a. an den Buschteichen und dem Osterfeld entlang. Die Route des jährlichen Buschteichlaufes in Dollern verläuft ebenfalls entlang Teilen des Wanderweges.

### Ländliche Haustypen

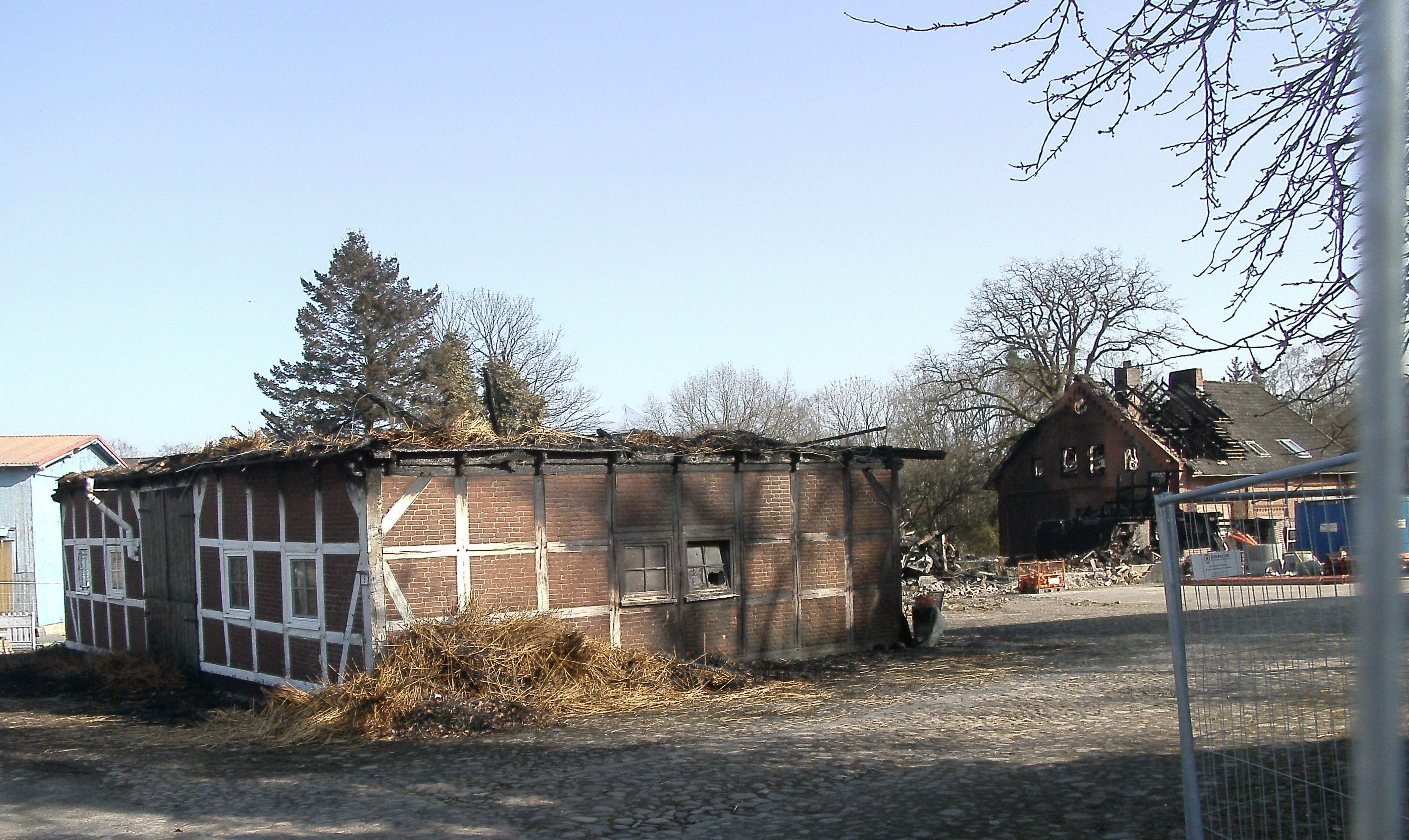
Die zerstörten Baudenkmale in der Dorfstr. 11 (März 2025)

Im Dorfkern von Dollern im Gebiet der Hauptstraße, Dorfstraße und Auf dem Brink befinden sich viele denkmalgeschützte ländliche Haustypen aus dem 17. bis 20. Jahrhundert. Die großen Bauernhäuser sind ausnahmslos vom Typ des niedersächsischen Hallenhauses. Sie bestehen zumeist aus zwei tragenden Ständerreihen als Innenskelett. Die Dollerner Häuser von Auf dem Brink 4, Dorfstraße 11, Hauptstraße 15 wurden 1793 nach einem Großbrand neu gebaut. Wohngebäude und Scheune in der Dorfstr. 11 wurden in der Nacht zum 6. März 2025 erneut durch ein Feuer zerstört.
 

Das Gebäude in der Dorfstraße 2 wurde im Jahr 1854 erstellt und ist eines der letzten großen Hallenhäuser, die in Dollern gebaut wurden. Bei den Hallenhäusern erinnern u. a. die Torbalkeninschriften als Verzierungen über den großen Türen an die damalige Zeit. So trägt das Gebäude Auf dem Brink 4 bsp. die Inschrift:
GOTT BEWEHR DJESES HVS FVR KRIEG VND BRAND SGNET MIT MJLDER HAND JOHANN HJNRICH BVRVEND CATARINA BVRVENDS 1973 d. 27. JVNIVS. 

### Vereine
Der größte Verein in Dollern ist der örtliche Sportverein namens Dollerner Sport-Club mit knapp 500 Mitgliedern in den Abteilungen Handball, Turnen und Fußball. Neben dem Bürgerverein existieren noch ein Tennis- und ein Schützenverein in der Gemeinde Dollern. Alte, nicht mehr existierende Vereine waren der TuS Dollern, der 1946 auf eine Initiative hin gegründet wurde und die Angebote im Fußball, Turnen und Boxen stellte, die Turngemeinschaft Dollern, gegründet im Jahr 1957, und der Dollerner Bürger- und Förderverein dbf, der vor allem nach seiner Gründung 1972 das Ziel vom Bau einer Dorfgemeinschaftsanlage g verfolgte. Nach dem Aus des Dollerner Bürger- und Fördervereins gründeten sich 1982 u. a. die heutigen Sportvereine.

### Dorfgemeinschaftshaus

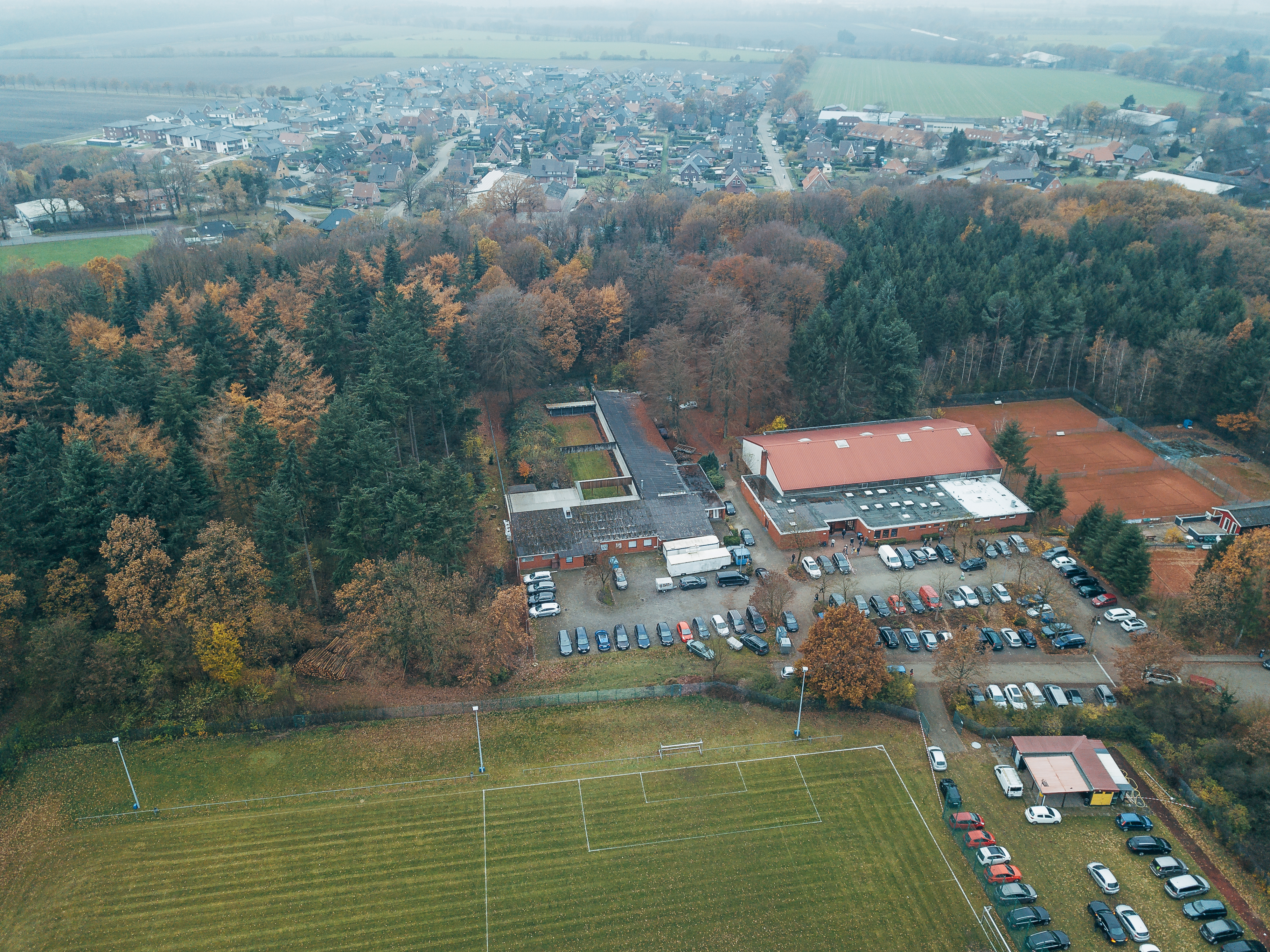
Sport- und Freizeitflächen am Tannenweg in Dollern

Seit dem Jahr 2017 befinden sich die Verantwortlichen in der Gemeinde Dollern bei Umsetzung für ein neues Dorfgemeinschaftshaus bzw. Bürgerhause am Tannenweg in Dollern. Für den Bau könnte auf EU-Mittel in sechsstelliger Höhe zurückgegriffen werden.

### Sport

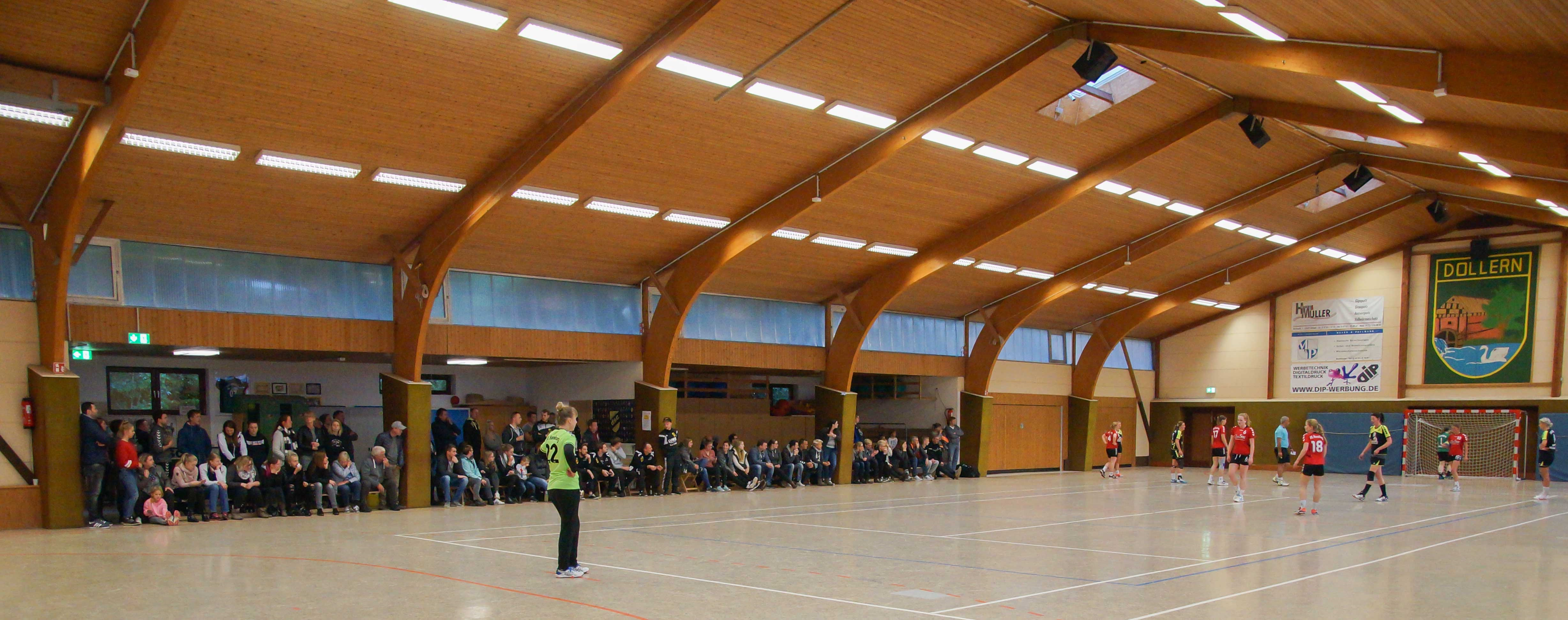
Mehrzweckhalle Dollern

In der Gemeinde Dollern bestehen Tennisplätze, ein Sportplatz, ein Schießstand und eine Mehrzweckhalle für rund 150 Zuschauer. Die Mehrzweckhalle mit den angrenzenden Anlagen wurde im Jahr 1978 erbaut und 1984 für die Nutzung für Schulzwecke umgebaut. Nachdem an der Nordseite der Halle eine Fläche übrigblieb, entstand dort ab 1979 eine Tennisanlage. 1994 begann die Gemeinde mit dem Bau des Sportplatzes auf dem Osterfeld, der ein Jahr später eingeweiht wurde.

### Regelmäßige Veranstaltungen
Buschteichfest

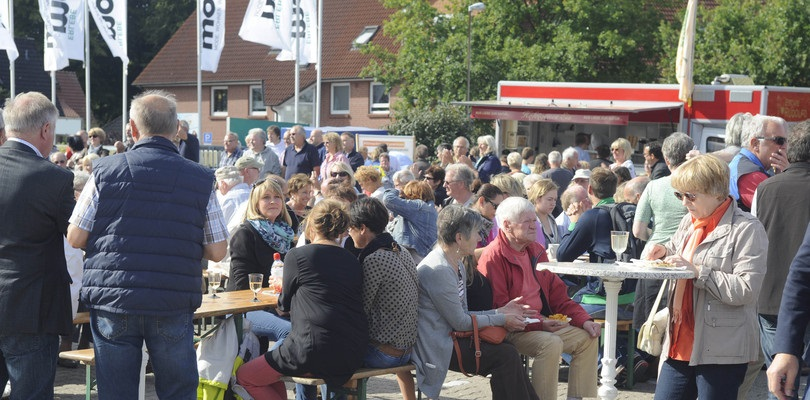
Buschteichfest auf dem Edeka-Parkplatz

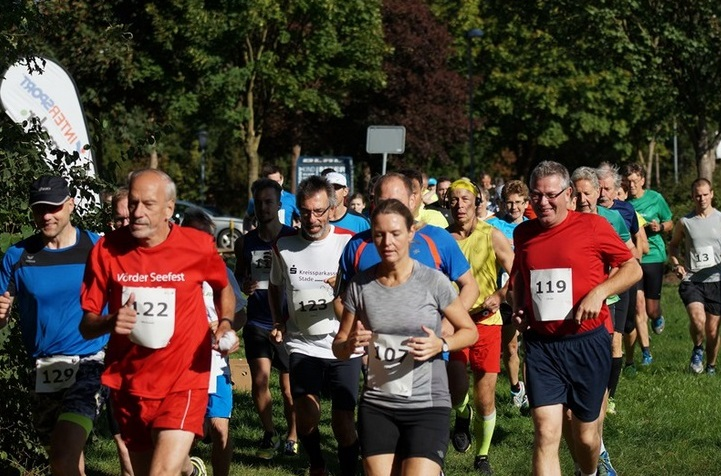
Buschteichlauf in Dollern

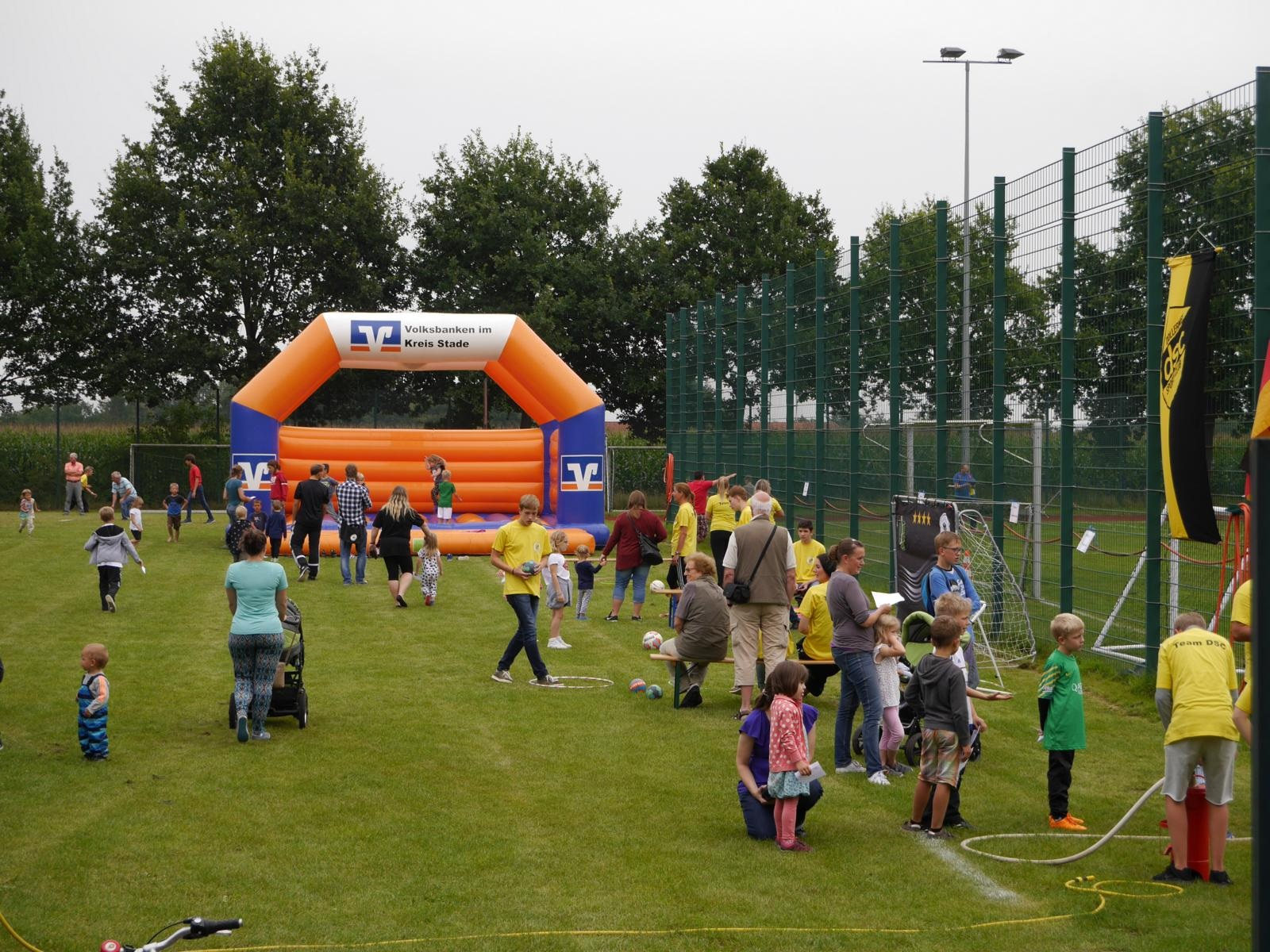
Sportfest vom Dollerner Sport-Club im Sommer

Zum Buschteichfest mit verkaufsoffenem Sonntag lädt ein örtlicher Supermarkt jedes Jahr am 3. Sonntag im September ein. Auf dem Parkplatz werden Verzehrstände aufgebaut und es gibt Musikangebot auf einer Bühne. Ebenso werden Aktivitäten für Kinder und Jugendliche angeboten.
Buschteichlauf
Zeitgleich zum Buschteichfest findet in Dollern jährlich ein Volkslauf unter der Bezeichnung Buschteichlauf statt, dessen Start/Ziel die Mehrzweckhalle ist. Veranstalter sind der Bürgerverein Dollern sowie der Dollerner Sport-Club.
Sommer-Sportfest
Jährlich im August führt der Dollerner Sport-Club das jährliche Sommer-Sportfest auf dem Dollerner Sportplatz durch. Dabei kann das Sportabzeichen absolviert werden.
Schützenfest
Das Schützenfest des Schützenvereins Dollern findet jährlich am ersten Septemberwochenende statt. Traditionell bildet es den Abschluss der Festsaison im Landkreis Stade und wird deshalb von befreundeten Vereinen besucht. Das Festwochenende beginnt jeweils am Freitag mit einem Fackel- und Lampionumzug und läuft auf dem Festplatz und in der Schießhalle ab. Am Samstag stehen Schießveranstaltungen auf dem Programm und am Sonntag findet neben dem traditionellen Würdenträgerkonzert in der Mehrzweckhalle ein Festumzug und die Proklamation der neuen Würdenträger statt.